# Susanna di Borbone
Susanna di Borbone (10 maggio 1491 – Châtellerault, 28 aprile 1521) fu duchessa di Borbone, duchessa d'Alvernia, contessa di Clermont, contesa di Forez e contessa di La Marche, dal 1503 alla sua morte.

## Origine
Sia secondo lo storico e genealogista francese, Pierre de Guibours, detto Père Anselme de Sainte-Marie o più brevemente Père Anselme, nel suo Histoire généalogique et chronologique de la maison royale de France, che secondo lo scrittore e uomo politico, originario del borbonese, Simon de Coiffier de Moret, nel suo Histoire du Bourbonnais et des Bourbons qui l'ont possédé, Volume 1, Susanna era la figlia del signore di Beaujeu, conte di La Marche, duca di Borbone, duca d'Alvernia, Conte di Clermont e conte di Forez, Pietro II e della moglie, la principessa di casa reale Anna di Francia, figlia del re di Francia Luigi XI e della sua seconda moglie, Carlotta di Savoia, figlia del secondo Duca di Savoia, primo Principe di Piemonte e conte d'Aosta, Moriana e Nizza, Ludovico di Savoia e della principessa della casa di Lusignano, Anna di Cipro, figlia di Giano di Lusignano, re di Cipro e della moglie, Carlotta (1388-1433).
Pietro II di Borbone, sia secondo Père Anselme, che secondo Simon de Coiffier de Moret, era il figlio maschio quintogenito del quinto duca di Borbone, il quarto duca d'Alvernia, Conte di Clermont e conte di Forez, Carlo I e della moglie, Agnese di Borgogna, che, ancora secondo Père Anselme, era figlia del conte di Nevers, Duca di Borgogna, conte di Borgogna (Franca Contea), Artois e Fiandre, Giovanni senza Paura e della moglie, Margherita, figlia del duca di Baviera-Straubing Alberto I, conte di Hainaut e di Olanda e di Margherita di Brieg.

## Biografia

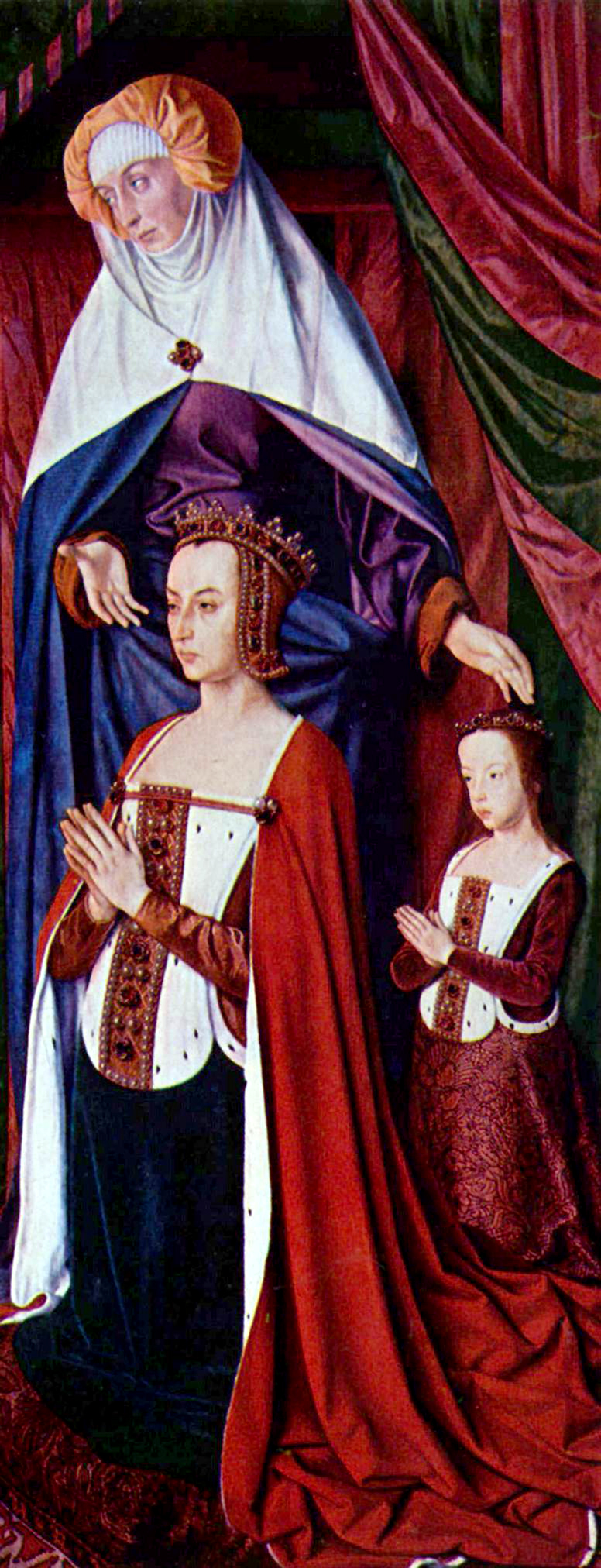
Anna di Beaujeu con la propria santa patrona e Susanna, trittico di Jean Hey (1489-1499)

Suo zio, il duca di Borbone, Giovanni II, che dal 1483 era anche connestabile di Francia, morì il primo aprile 1488, a Moulins, e fu tumulato nella chiesa del Priorato di Souvigny.
Non avendo discendenza legittima, a Giovanni II succedette il fratello Carlo, cardinale e arcivescovo di Lione.
Questa successione non fu gradita dai genitori di Susanna, Pietro e Anna, rispettivamente fratello e cognata di Carlo; Anna, reggente del regno di Francia, durante la minore età del fratello, Carlo VIII di Francia, occupò alcuni territori e fece pressione affinché Carlo cedesse i titoli a suo fratello Pietro; fu raggiunta l'intesa che a Carlo spettava una pensione annua e che tenesse il Beaujolais e Pietro gli succedesse nei titoli come Pietro II.
La trattativa era appena conclusa quando Carlo II di Borbone morì a Lione, in Francia, il 13 settembre 1488. Come concordato Pietro gli succedette come Pietro II.
Il 21 marzo 1499 fu iniziata la trattativa ed il contratto di fidanzamento tra Susanna e Carlo IV, duca d'Alençon, conte di Perche e conte d'Armagnac, Fénezac e Rodez, fu siglato a Moulins, nel febbraio 1501.
Suo padre, Pietro II, secondo Père Anselme, morì l'8 ottobre 1503 a Moulins e fu tumulato nella chiesa del Priorato di Souvigny. Susanna gli succedette con la reggenza della madre, Anna.
Quest'ultima non gradiva il fidanzamento della figlia con Carlo IV di Alençon e fece in modo che Susanna il 10 maggio 1505 sposasse suo cugino, il conte di Montpensier e delfino d'Alvernia, Carlo di Montpensier, che assurse alla guida del ducato come Carlo III; Carlo di Montpensier era il figlio maschio secondogenito del 
conte di Montpensier, delfino d'Alvernia e conte di Clermont-en-Auvergne, Gilberto di Borbone-Montpensier e di Chiara Gonzaga, figlia di Federico I Gonzaga.
Il contratto di matrimonio era stato redatto a Parigi il 28 febbraio 1505, come da documento n° 133 della Histoire des ducs de Bourbon et des comtes de Forez, Volume 3.
Nel 1515, suo marito Carlo III divenne connestabile di Francia.
Susanna fece il suo testamento nel 1519 e morì il 28 aprile 1521 a Châtellerault. Fu sepolta nella nuova cappella della chiesa del Priorato cluniacense di Souvigny, vicino a suo padre. Con la morte del marito, nel 1527, sia il ramo principale francese dei Borbone che quello cadetto dei Borbone-Montpensier si estinse, lasciando la strada aperta alle questioni della successione, ma anche all'ascesa di un nuovo ramo dei Borbone (Borbone-Vendôme) prima al trono di Francia e poi, con varie ramificazioni, al trono di Spagna e di Napoli.

## Discendenza
Susanna a Carlo diede tre figli:
- Francesco, conte di Clermont (1517-1518)[12]
- due gemelli (nati e morti nel 1518)[12].

## Ascendenza
|                      |                      |                       | Genitori                     |  |  | Nonni |  |  | Bisnonni              |  |  | Trisnonni           |  |
|                      |                      |                       |                              |  |  |       |  |  | Giovanni I di Borbone |  |  | Luigi II di Borbone |  |
|                      |                      |                       |                              |  |  |       |  |  | Giovanni I di Borbone |  |  | Luigi II di Borbone |  |
|                      |                      | Anne d'Alvernia       |                              |  |  |       |  |  | Giovanni I di Borbone |  |  |                     |  |
| Carlo I di Borbone   |                      |                       |                              |  |  |       |  |  | Giovanni I di Borbone |  |  |                     |  |
|                      |                      | Maria di Berry        | Giovanni di Valois           |  |  |       |  |  |                       |  |  |                     |  |
|                      |                      | Maria di Berry        | Giovanni di Valois           |  |  |       |  |  |                       |  |  |                     |  |
|                      |                      | Maria di Berry        | Jeanne d'Armagnac            |  |  |       |  |  |                       |  |  |                     |  |
| Pietro II di Borbone |                      | Maria di Berry        |                              |  |  |       |  |  |                       |  |  |                     |  |
|                      |                      | Giovanni di Borgogna  | Filippo II di Borgogna       |  |  |       |  |  |                       |  |  |                     |  |
|                      |                      | Giovanni di Borgogna  | Filippo II di Borgogna       |  |  |       |  |  |                       |  |  |                     |  |
|                      |                      | Giovanni di Borgogna  | Margherita III delle Fiandre |  |  |       |  |  |                       |  |  |                     |  |
| Agnese di Borgogna   |                      | Giovanni di Borgogna  |                              |  |  |       |  |  |                       |  |  |                     |  |
|                      |                      | Margherita di Baviera | Alberto I di Baviera         |  |  |       |  |  |                       |  |  |                     |  |
|                      |                      | Margherita di Baviera | Alberto I di Baviera         |  |  |       |  |  |                       |  |  |                     |  |
|                      |                      | Margherita di Baviera | Margherita di Brieg          |  |  |       |  |  |                       |  |  |                     |  |
| Susanna di Borbone   |                      | Margherita di Baviera |                              |  |  |       |  |  |                       |  |  |                     |  |
|                      | Carlo VII di Francia | Carlo VI di Francia   |                              |  |  |       |  |  |                       |  |  |                     |  |
|                      | Carlo VII di Francia | Carlo VI di Francia   |                              |  |  |       |  |  |                       |  |  |                     |  |
|                      | Carlo VII di Francia | Isabella di Baviera   |                              |  |  |       |  |  |                       |  |  |                     |  |
| Luigi XI di Francia  | Carlo VII di Francia |                       |                              |  |  |       |  |  |                       |  |  |                     |  |
|                      |                      | Maria d'Angiò         | Luigi II d'Angiò             |  |  |       |  |  |                       |  |  |                     |  |
|                      |                      | Maria d'Angiò         | Luigi II d'Angiò             |  |  |       |  |  |                       |  |  |                     |  |
|                      |                      | Maria d'Angiò         | Iolanda di Aragona           |  |  |       |  |  |                       |  |  |                     |  |
| Anna di Beaujeu      |                      | Maria d'Angiò         |                              |  |  |       |  |  |                       |  |  |                     |  |
|                      |                      | Ludovico di Savoia    | Amedeo VIII di Savoia        |  |  |       |  |  |                       |  |  |                     |  |
|                      |                      | Ludovico di Savoia    | Amedeo VIII di Savoia        |  |  |       |  |  |                       |  |  |                     |  |
|                      |                      | Ludovico di Savoia    | Maria di Borgogna            |  |  |       |  |  |                       |  |  |                     |  |
| Carlotta di Savoia   |                      | Ludovico di Savoia    |                              |  |  |       |  |  |                       |  |  |                     |  |
|                      |                      | Anna di Lusignano     | Giano di Cipro               |  |  |       |  |  |                       |  |  |                     |  |
|                      |                      | Anna di Lusignano     | Giano di Cipro               |  |  |       |  |  |                       |  |  |                     |  |
|                      |                      | Anna di Lusignano     | Carlotta di Borbone          |  |  |       |  |  |                       |  |  |                     |  |
|                      |                      | Anna di Lusignano     |                              |  |  |       |  |  |                       |  |  |                     |  |